# Nankang-Fondriest
A Nankang-Fondriest (código UCI: CEF) foi uma equipa ciclista italiana de categoria continental.
A formação é considerada herdeira da desaparecida Ceramica Flaminia de Roberto Marrone que competiu entre 2005 e 2010.
Foi criada para a temporada de 2013, novamente dirigida por Marrone e com o mesmo patrocinador principal. A sua vez, a equipa é filial da UCI Pro Team Saxo Bank.

## Material ciclista
A equipa utiliza bicicletas Fondriest.

## Classificações UCI
A partir de 2005 a UCI instaurou os Circuitos Continentais UCI, onde a equipa está desde que se criou em 2013, registado dentro do UCI Europe Tour. Estando nas classificações do UCI Europe Tour Ranking. As classificações da equipa e da sua ciclista mais destacado são as seguintes:
| Temporada               | Classificação por equipas | Melhor corredor na classificação individual | Posição |
| 2012-2013 (Europe Tour) | 23º                       | Ivan Rovny                                  | 20º     |
| 2013-2014 (Europe Tour) | 107º                      | Matteo Belli                                | 485º    |

## Palmarés
Para anos anteriores, veja-se Palmarés do Nankang-Fondriest

### Palmarés 2014

#### Circuitos Continentais UCI
| Datas | Circuito | Carreiras | Ganhador |

## Elenco
Para anos anteriores, veja-se Modelos do Nankang-Fondriest

### Elenco de 2014
| Nomeie           | Nascimento | Nacionalidade | Equipa de 2013                          |
| Filippo Baggio   | 05/06/1988 | Itália        | Ceramica Flaminia-Fondriest             |
| Alfredo Balloni  | 20/09/1989 | Itália        | Ceramica Flaminia-Fondriest             |
| Matteo Belli     | 17/06/1988 | Itália        | Neoprofissional                         |
| Edward Beltrán   | 18/01/1990 | Colômbia      | EPM-UNE                                 |
| Nicola Dal Santo | 14/11/1988 | Itália        | Ceramica Flaminia-Fondriest             |
| Alfonso Fiorenza | 27/02/1991 | Itália        | Neoprofissional                         |
| Giacomo Forconi  | 24/04/1993 | Itália        | Ceramica Flaminia-Fondriest (stagiaire) |
| Davide Gabburo   | 01/04/1993 | Itália        | Neoprofissional                         |
| Matteo Gozzi     | 11/12/1987 | Itália        | Neoprofissional                         |
| Antonio Merolese | 07/07/1992 | Itália        | Neoprofissional                         |
| Alex Paoli       | 09/07/1993 | Itália        | Neoprofissional                         |
| Loris Paoli      | 04/03/1991 | Itália        | Neoprofissional                         |
| Luca Taschin     | 08/06/1994 | Itália        | Neoprofissional                         |
| Lorenzo Trabucco | 26/03/1994 | Itália        | Neoprofissional                         |